# 黃泥涌峽道

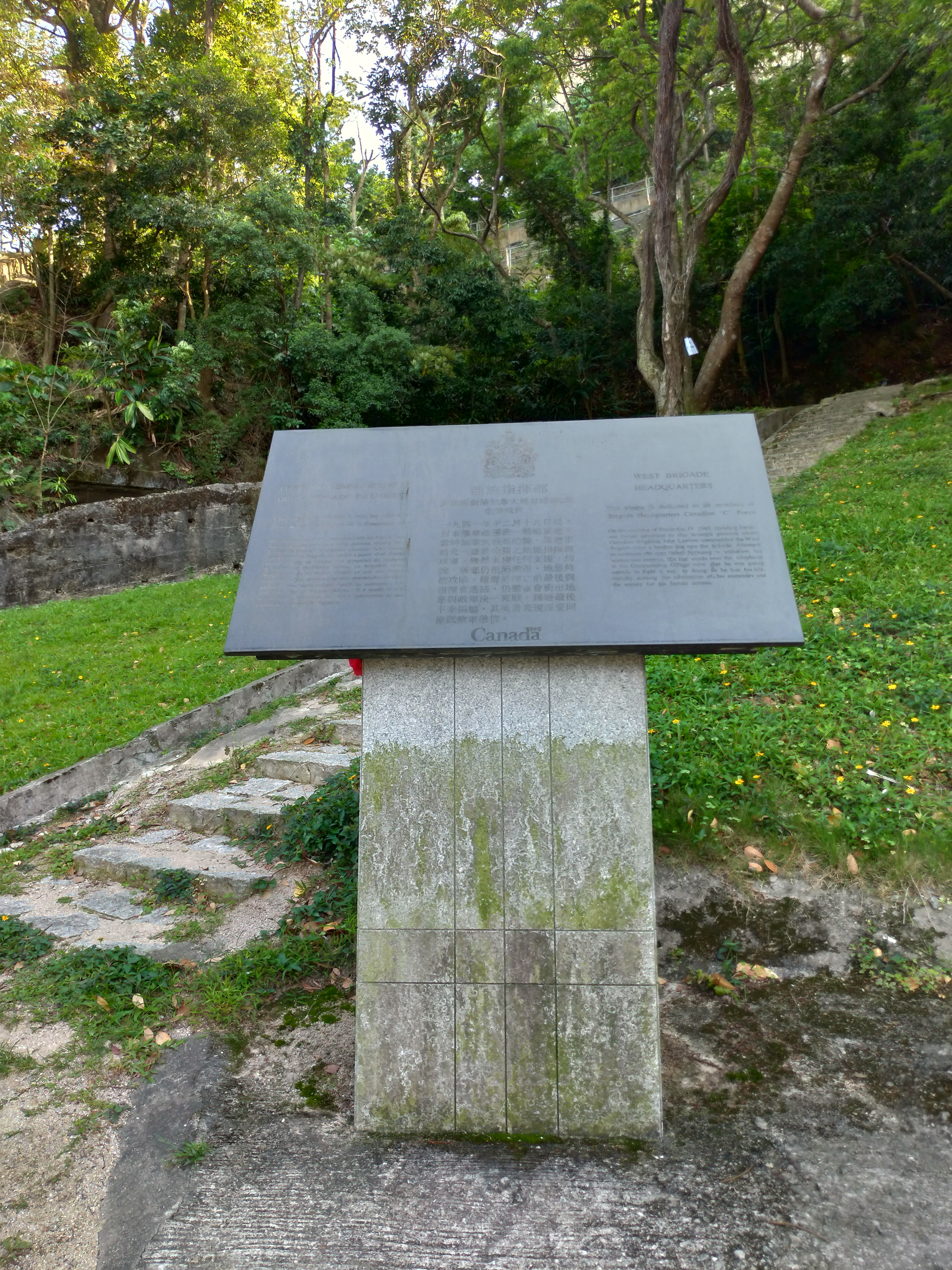
紀念羅遜准將和加拿大溫尼伯榴彈兵團的牌匾，屹立在黃泥涌道近加油站的路旁。

黃泥涌峽道（英語：Wong Nai Chung Gap Road）是香港香港島的一條道路，位於黃泥涌峽之上，呈南北走向。

## 簡介
在港島中央的黃泥涌峽道全長1200米，建在山坳之上。北面與司徒拔道、寶雲道及大坑道交界連接，南面與淺水灣道、深水灣道、大潭水塘道及布力徑交界連接。在香港仔隧道未通車前，黃泥涌峽道是香港島北部連接南部的要道之一，而至今仍是港島北部來往深水灣、淺水灣及赤柱一帶的主要道路。在香港保衛戰期間的1941年12月19日，香港守軍與日軍在黃泥涌峽道一帶爆發激戰，來自加拿大的港島西旅指揮官羅遜准將在此戰中於突圍時戰死，在黃泥涌峽道上，他捐軀的位置附近有一個紀念牌，展示他與守軍奮勇抵抗日軍入侵的事蹟。

## 著名地點
- 聖約翰大戰紀念碑
- 香港網球中心
- 香港木球會

## 交匯道路
- 司徒拔道
- 大坑道
- 大潭水塘道
- 深水灣道
- 淺水灣道